# 일루미나
《일루미나》(타갈로그어: Ilumina)는 2010년 방영된 필리핀의 드라마이다.